# يحيى عامر
يحيي عامر لسابق. لعب سابقاً مع نادي الأهلي عام 1970 في فئة الناشئيين ثم النادي الأول، كما مثل المنتخب السعودي حيث حقق معه للمرة الأولى في تاريخ الرياضة السعودية كأس اسيا 1984 سنغافورة، وكان يحيى عامر إحدى الركائز الأساسية في تشكيلة خليل الزياني مدرب المنتخب السعودي، كلاعب خط وسط خلال تلك الفترة.اعتزل كرة القدم رسميا عام 1988، متفرغا للعمل في التدريب. كما يعمل حاليا كمساعد مدرب المنتخب السعودي للشباب. اقيل من منصب المدرب للنادي الاهلي بعد الهزيمة امام نادي الاتحاد، والان هو مدرب لنادي الوحدة لدرجة الشباب.

## المشاركات مع المنتخب السعودي
|        |        | تصفيات كأس آسيا 1984 | كأس آسيا1984 | كأس العرب 1985 | تصفيات كأس العالم 1986 | مباريات ودية دولي |
| ------ | ------ | -------------------- | ------------ | -------------- | ---------------------- | ----------------- |
| الظهور | الظهور | - 4                  | - 6          | - 1            | - 0                    | - 4               |

## المباريات
| عدد المباريات | عدد المباريات التي لعبها كأساسي | عدد المباريات التي لعبها كاملة | عدد المباريات التي لعبها كبديل | عدد المباريات التي أستبدل فيها | عدد البطاقات الصفراء | عدد المباريات التي طرد فيها | عدد الدقائق التي لعبها |
| ------------- | ------------------------------- | ------------------------------ | ------------------------------ | ------------------------------ | -------------------- | --------------------------- | ---------------------- |
| 15            | 14                              | 11                             | 1                              | 3                              | 3                    | 0                           | 1218                   |